# Super Bowl XXXII
Match précédent Match suivant
Le Super Bowl XXXII est l'ultime partie de la saison 1997 de la NFL de football américain (NFL). Le match a eu lieu le 25 janvier 1998 au Qualcomm Stadium de San Diego, Californie où sont domiciliés les Chargers de San Diego.
Jewel a chanté l'hymne national américain.
Boyz II Men, Smokey Robinson, The Temptations et The Four Tops ont animé le show de la mi-temps.
Les Broncos de Denver ont remporté leur premier trophée Vince Lombardi en s'imposant 31-24 face aux Packers de Green Bay. C'est surtout pour John Elway, le QB des Broncos et une légende du Jeu, la consécration après 3 Superbowls perdus (contre les Giants, les Redskins et les 49ers).
Après treize défaites consécutives, une équipe issue de l'AFC (American Football Conference) remporte enfin un titre.
Terrell Davis a été nommé meilleur joueur du match avec un total de 157 verges par la course et trois touchés marqués.

## Déroulement du match
| Score                | Q1 | Q2 | Q3 | Q4 | Total |
| Packers de Green Bay | 7  | 7  | 3  | 7  | 24    |
| Broncos de Denver    | 7  | 10 | 7  | 7  | 31    |

### Résumé de match
- Premier quart-temps :
  - GB : Touchdown de Antonio Freeman par Brett Favre de 22 yards (transformation de Ryan Longwell), 10:58 - Packers 7 - Broncos 0
  - DEN : Touchdown de Terrell Davis, course de 1 yard (transformation de Jason Elam), 5:39 - Packers 7 - Broncos 7
- Deuxième quart-temps :
  - DEN : Touchdown de John Elway, course de 1 yard (transformation de Jason Elam), 14:55 - Packers 7 - Broncos 14
  - DEN : Field goal de Jason Elam de 51 yards, 12:21 - Packers 7 - Broncos 17
  - GB : Touchdown de Mark Chmura par Brett Favre de 6 yards (transformation de Ryan Longwell), 0:12 - Packers 14 - Broncos 17
- Troisième quart-temps :
  - GB : Field goal de Ryan Longwell de 27 yards, 11:59 - Packers 17 - Broncos 17
  - DEN : Touchdown de Terrell Davis, course de 1 yard (transformation de Jason Elam), 0:34 - Packers 17 - Broncos 24
- Quatrième quart-temps :
  - GB : Touchdown de Antonio Freeman par Brett Favre de 13 yards (transformation de Ryan Longwell), 13:32 - Packers 24 - Broncos 24
  - DEN : Touchdown de Terrell Davis, course de 1 yard (transformation de Jason Elam), 1:45 - Packers 24 - Broncos 31

## Titulaires
| Green Bay         | Postes | Denver          |
| ----------------- | ------ | --------------- |
| Attaque           |        |                 |
| Antonio Freeman   | WR     | Rod Smith       |
| Ross Verba        | LT     | Gary Zimmerman  |
| Aaron Taylor      | LG     | Mark Schlereth  |
| Frank Winters     | C      | Tom Nalen       |
| Adam Timmerman    | RG     | Brian Habib     |
| Earl Dotson       | RT     | Tony Jones      |
| Mark Chmura       | TE     | Shannon Sharpe  |
| Robert Brooks     | WR     | Ed McCaffrey    |
| Brett Favre       | QB     | John Elway      |
| Dorsey Levens     | RB     | Terrell Davis   |
| William Henderson | FB     | Howard Griffith |
| Défense           |        |                 |
| Reggie White      | DE     | Neil Smith      |
| Santana Dotson    | DT     | Keith Traylor   |
| Gilbert Brown     | DT     | Maa Tanuvasa    |
| Gabe Wilkins      | DE     | Alfred Williams |
| Seth Joyner       | LB     | John Mobley     |
| Bernardo Harris   | LB     | Allen Aldridge  |
| Brian Williams    | LB     | Bill Romanowski |
| Tyrone Williams   | CB     | Ray Crockett    |
| Doug Evans        | CB     | Darrien Gordon  |
| LeRoy Butler      | SS     | Tyrone Braxton  |
| Eugene Robinson   | FS     | Steve Atwater   |